# Geremia Ghisi
Geremia Ghisi (zm. po 1243) – wenecki władca Andros w latach od 1239 do po 1243, pan wysp Skiatos, Skopelos i Skyros w latach ok. 1207 - ok. 1243. 
Był bratem Andrzeja Ghisi i Jeremiasza Ghisi, którzy wykorzystali chaos wywołany zdobyciem Konstantynopola przez krzyżowców i zajęli wyspy Tinos i Mykonos bez zgody cesarza łacińskiego, który rościł sobie prawa do wszystkich ziem bizantyńskich. Sam Geremia zajął wyspy Skiatos, Skopelos i Skyros. W 1239 Geremia zajął wyspę Andros, przepędzając stamtąd Marino Dandolo. Po jego śmierci Andros została przyznana Angelo Sanudo, władcy Księstwa Naksos. 